# Salacia (plant)
Salacia is een geslacht van houtachtige klimplanten uit de kardinaalsmutsfamilie (Celastraceae). De soorten uit het geslacht komen wereldwijd voor in (sub)tropische gebieden.

## Soorten
- Salacia alata De Wild.
- Salacia alwynii Mennega
- Salacia amazonica Loes.
- Salacia amplectens A.C.Sm.
- Salacia amplifolia Merr. ex Chun & F.C.How
- Salacia amygdalina Peyr.
- Salacia annettae N. Hallé
- Salacia arborea (Leandro) Peyr.
- Salacia aurantiaca C.Y.Wu
- Salacia bangalensis Vermoesen ex R.Wilczek
- Salacia baumannii Wilczek
- Salacia baumii (Loes.) Exell & Mendonça
- Salacia brasiliensis (Spreng.) G.Don
- Salacia bussei Loes.
- Salacia callensii R.Wilczek
- Salacia caloneura A.C.Sm.
- Salacia cauliflora A.C.Sm.
- Salacia cerasifera Welw. ex Oliv.
- Salacia chinensis L.
- Salacia chlorantha Oliv.
- Salacia chlorion N.Hallé
- Salacia cochinchinensis Lour.
- Salacia confertiflora Merr.
- Salacia congolensis De Wild. & T.Durand
- Salacia conraui Loes.
- Salacia cordata (Miers) Mennega
- Salacia cornifolia Hook.f.
- Salacia coronata N.Hallé
- Salacia crampeli A.Chev.
- Salacia crassifolia (Mart. ex Schult.) G.Don
- Salacia cuspidata A.C.Sm.
- Salacia debilis (G.Don) Walp.
- Salacia dentata Baker
- Salacia devredii R.Wilczek
- Salacia dicarpellata Loes.
- Salacia dimidia N.Hallé
- Salacia duckei A.C.Sm.
- Salacia dusenii Loes.
- Salacia eckoka Louis ex R.Wilczek
- Salacia elegans Welw. ex Oliv.
- Salacia elliptica (Mart.) G.Don
- Salacia erecta (G.Don) Walp.
- Salacia eurypetala Loes.
- Salacia ferrifodina N. Hallé
- Salacia fimbrisepala Loes.
- Salacia gabunensis Loes.
- Salacia germainii R.Wilczek
- Salacia gerrardii Harv.
- Salacia gigantea Loes.
- Salacia glaucifolia C.Y.Wu
- Salacia glomerata (Mart. ex Schult.) G.Don
- Salacia grandifolia (Mart.) G.Don
- Salacia hainanensis Chun & F.C.How
- Salacia hispida Blakelock
- Salacia howesii Hutch. & M.B.Moss
- Salacia impressifolia (Miers) A.C.Sm.
- Salacia induta Rizzini
- Salacia insignis A.C.Sm.
- Salacia ituriensis Loes.
- Salacia juruana Loes.
- Salacia kanukuensis A.C.Sm.
- Salacia kivuensis R.Wilczek
- Salacia kraussii (Harv.) Harv.
- Salacia laurentii De Wild.
- Salacia lebrunii R.Wilczek
- Salacia lehmbachii Loes.
- Salacia leptoclada Tul.
- Salacia letestui Pellegr.
- Salacia letouzeyana N.Hallé
- Salacia loloensis Loes.
- Salacia lomensis Loes.
- Salacia longipes (Oliv.) N.Hallé
- Salacia lovettii N. Hallé & B.Mathew
- Salacia lucida Oliv.
- Salacia luebbertii Loes.
- Salacia maburensis Mennega
- Salacia macrantha A.C.Sm.
- Salacia macrocremastra Lombardi
- Salacia madagascariensis (Lam.) DC.
- Salacia malabarica Gamble
- Salacia mamba N.Hallé
- Salacia mannii Oliv.
- Salacia maudouxii R. Wilczek
- Salacia mayumbensis Exell & Mendonça
- Salacia mennegana Lombardi
- Salacia miqueliana Loes.
- Salacia mosenii A.C.Sm.
- Salacia multiflora (Lam.) DC.
- Salacia ndakala R.Wilczek
- Salacia negrensis Lombardi
- Salacia nemorosa Lombardi
- Salacia nipensis Britton
- Salacia nitida (Benth.) N.E.Br.
- Salacia obovatilimba S.Y. Bao
- Salacia oleoides Baker
- Salacia oliveriana Loes.
- Salacia opacifolia (J.F.Macbr.) A.C.Sm.
- Salacia orientalis N.Robson
- Salacia ovalifolia (Miers) J.F.Macbr.
- Salacia owabiensis Hoyle
- Salacia pachyphylla (Miers) Peyr.
- Salacia pallescens Oliv.
- Salacia panamensis Lombardi
- Salacia petenensis Lundell
- Salacia polysperma Hu
- Salacia preussii Loes.
- Salacia pynaertii De Wild.
- Salacia pyriformioides Loes.
- Salacia pyriformis (Sabine) Steud.
- Salacia quadrangulata R.Wilczek
- Salacia regeliana J.Braun & K.Schum.
- Salacia rehmannii Schinz
- Salacia rhodesiaca Blakelock
- Salacia rivularis Louis ex R.Wilczek
- Salacia senegalensis (Lam.) DC.
- Salacia sessiliflora Hand.-Mazz.
- Salacia solimoesensis A.C.Sm.
- Salacia spectabilis A.C.Sm.
- Salacia staudtiana Loes. ex Fritsch
- Salacia stuhlmanniana Loes.
- Salacia talbotii Baker f.
- Salacia togoica Loes.
- Salacia tomiensis A.Chev.
- Salacia trigonocarpa Boivin ex Tul.
- Salacia trinervia (Spreng.) G.Don
- Salacia tuberculata Blakelock
- Salacia ulei Loes.
- Salacia uregaensis R.Wilczek
- Salacia volubilis Loes. & Winkl.
- Salacia whytei Loes.
- Salacia wrightii Urb.
- Salacia zenkeri Loes.

... · 
Apodostigma · 
Bhesa · 
Celastrus · 
Cassine · 
Catha · 
Euonymus (Kardinaalsmuts) · 
Parnassia · 
Salacia · 
Stackhousia · 
...